# Biermannia sarcanthoides
Biermannia sarcanthoides är en orkidéart som först beskrevs av Henry Nicholas Ridley, och fick sitt nu gällande namn av Leslie Andrew Garay. Biermannia sarcanthoides ingår i släktet Biermannia och familjen orkidéer. Inga underarter finns listade i Catalogue of Life.